# Venă iliacă comună
În anatomia umană, venele iliace comune sunt formate din vene iliace externe și vene iliace interne . Venele comune iliace stângă și dreaptă se reunesc în abdomen la nivelul celei de-a cincea vertebre lombare,  formând vena cavă inferioară . Drenează sânge din pelvis și membrele inferioare. 
Ambele vene comune iliace sunt însoțite de-a lungul cursului de artere iliace comune . 

## Anatomie
Vena iliacă externă și vena iliacă internă se unesc în fața articulației sacroiliace pentru a forma venele iliace comune.  Ambele vene comune iliace urcă și formează vena cavă inferioară în spatele arterei iliace comune drepte la nivelul celei de-a cincea vertebre lombare. 
Vena cavă este poziționată la dreapta liniei mediane și, prin urmare, vena iliacă comune stângă este mai lungă decât cea dreaptă.  Vena iliacă comună stângă călătorește, ocazional, în sus spre stânga aortei până la nivelul rinichiului, unde primește vena renală stângă și trece în fața aortei pentru a se alătura venei cave inferioare.  Vena iliacă comună dreaptă este practic verticală și se află în spate și înapoi lateral spre artera. Fiecare venă iliacă comună primește venele iliolombare, în timp ce stânga primește și vena sacrală mediană care se află în dreapta arterei corespunzătoare.  

## Semnificație clinică
Structurile arteriale suprapuse pot provoca compresia părții superioare a venei iliace comune stângi. 
Compresia venei iliace comune stângi pe corpul celei de-a cincea vertebră lombară de către artera iliacă comună dreaptă pe măsură ce artera se încrucișează în fața ei, ca în cazul sindromului May-Thurner . 
Pulsația continuă a arterei iliace comune poate declanșa un răspuns inflamator în vena iliacă comună. Depunerea de elastină și colagen intraluminal poate provoca fibroza intimă și formarea pintenilor și a pânzelor venoase. Acest lucru poate duce la îngustarea venei și poate cauza umflarea persistentă unilaterală a picioarelor, contribuind la tromboembolismul venos . 